# Zyprischer Fußballpokal 2011/12
Der Zyprische Fußballpokal 2011/12 war die 70. Austragung des zyprischen Pokalwettbewerbs. Er wurde vom zyprischen Fußballverband ausgetragen. Das Finale fand am 16. Mai 2012 im GSP-Stadion von Nikosia statt.
Pokalsieger wurde Titelverteidiger Omonia Nikosia. Das Team setzte sich im Finale gegen AEL Limassol durch. Omonia qualifizierte sich durch den Sieg für die 3. Qualifikationsrunde der UEFA Europa League 2012/13.

## Modus
Die Begegnungen der 1. Runde wurden in einem Spiel ausgetragen. Bei unentschiedenem Ausgang wurde das Spiel um zweimal 15 Minuten verlängert. Stand danach kein Sieger fest, folgte ein Wiederholungsspiel auf des Gegners Platz. Endete auch dies unentschieden, gab es eine Verlängerung und gegebenenfalls ein Elfmeterschießen.
Die Begegnungen von der 2. Runde bis zum Halbfinale wurden in Hin- und Rückspiel ausgetragen. Bei Torgleichheit entschied zunächst die Anzahl der auswärts erzielten Tore, danach eine Verlängerung von zweimal 15 Minuten und falls erforderlich ein Elfmeterschießen.

## Teilnehmer
Es nahmen nur die Mannschaften der ersten beiden Ligen teil.
| First Division (14) | First Division (14) | Second Division (14) | Second Division (14) |
| --- | --- | --- | --- |
| - AEK Larnaka - AEL Limassol - Alki Larnaka - Anagennisi Deryneia - Anorthosis Famagusta - APOEL Nikosia - Apollon Limassol 1 | - Aris Limassol - Enosis Neon Paralimni - Ermis Aradippou - Ethnikos Achnas 1 - Nea Salamis Famagusta - Olympiakos Nikosia - Omonia Nikosia 1 | - AE Paphos - Akritas Chlorakas - AO Agia Napa - APEP Pitsilia - APOP Kinyras Peyias - Atromitos Yeroskipou - Chalkanoras Idaliou | - Doxa Katokopia - Ethnikos Assia - Enosis Neon Parekklisia - Omonia Aradippou 1 - Onisilos Sotira - Othellos Athienou - PAEEK Kyrenia |

## 1. Runde
In dieser Runde traten 13 Teams der Second Division und 11 Teams der First Division an.
|                         | Ergebnis              |                       |
| ----------------------- | --------------------- | --------------------- |
| Alki Larnaka            | 4:1                   | Onisilos Sotira       |
| AE Paphos               | 3:3 n. V. (5:4 i. E.) | Enosis Neon Paralimni |
| APEP Pitsilia           | 1:3                   | Ermis Aradippou       |
| Othellos Athienou       | 0:3                   | Aris Limassol         |
| AEL Limassol            | 2:0                   | Ethnikos Assia        |
| Atromitos Yeroskipou    | 1:1 n. V. (1:3 i. E.) | APOP Kinyras Peyias   |
| AO Agia Napa            | 2:4                   | Nea Salamis Famagusta |
| Enosis Neon Parekklisia | 3:1                   | Anagennisi Deryneia   |
| Anorthosis Famagusta    | 6:0                   | PAEEK Kyrenia         |
| Olympiakos Nikosia      | 3:2                   | Doxa Katokopia        |
| Chalkanoras Idaliou     | 0:1                   | AEK Larnaka           |
| APOEL Nikosia           | 9:1                   | Akritas Chlorakas     |

## 2. Runde
In dieser Runde stiegen weitere vier Vereine ein.
- Omonia Nikosia (Pokalsieger 2010/11)
- Apollon Limassol (Finalist 2010/11)
- Ethnikos Achnas (Fair-Play-Sieger First Division 2010/11)
- Omonia Aradippou (Fair-Play-Sieger Second Division 2010/11)

|                         | Gesamt |                       | Hinspiel | Rückspiel |
| ----------------------- | ------ | --------------------- | -------- | --------- |
| Olympiakos Nikosia      | 5:2    | Omonia Aradippou      | 3:2      | 2:0       |
| APOP Kinyras Peyias     | 2:6    | Anorthosis Famagusta  | 2:3      | 0:3       |
| Apollon Limassol        | 3:4    | Ermis Aradippou       | 2:1      | 1:3 n. V. |
| Alki Larnaka            | 8:0    | AE Paphos             | 2:0      | 6:0       |
| Enosis Neon Parekklisia | 0:9    | AEK Larnaka           | 0:5      | 0:4       |
| Ethnikos Achnas         | 2:0    | Aris Limassol         | 2:0      | 0:0       |
| Omonia Nikosia          | 10:10  | Nea Salamis Famagusta | 2:0      | 8:1       |
| APOEL Nikosia           | 0:1    | AEL Limassol          | 0:1      | 0:0       |

## Viertelfinale
|                    | Gesamt    |                      | Hinspiel | Rückspiel |
| ------------------ | --------- | -------------------- | -------- | --------- |
| Omonia Nikosia     | 9:0       | Ermis Aradippou      | 6:0      | 3:0       |
| AEL Limassol       | (a)2:2(a) | Anorthosis Famagusta | 1:0      | 1:2       |
| AEK Larnaka        | (a)2:2(a) | Alki Larnaka         | 1:0      | 1:2 n. V. |
| Olympiakos Nikosia | 0:1       | Ethnikos Achnas      | 0:1      | 0:0       |

## Halbfinale
|                | Gesamt |                 | Hinspiel | Rückspiel |
| -------------- | ------ | --------------- | -------- | --------- |
| Omonia Nikosia | 3:1    | Ethnikos Achnas | 3:0      | 0:1       |
| AEK Larnaka    | 0:1    | AEL Limassol    | 0:1      | 0:0       |

## Finale
| Paarung        | AEL Limassol – Omonia Nikosia |
| Ergebnis       | 0:1 (0:1) |
| Datum          | 16. Mai 2012 |
| Stadion        | GSP-Stadion, Nikosia |
| Zuschauer      | 18.407 |
| Schiedsrichter | Felix Brych ( Deutschland) |
| Tore           | 0:1 André Alves (16.) |
| AEL Limassol   | Matías Omar Degra – Marco Airosa, Edwin Ouon, Dossa Júnior, Carlos „Carlitos“ Emanuel Soares Tavares – Marios Nikolaou (74. Jorge Manuel „Silas“ Rebelo Fernandes), Aderito Waldemar „Dedé“ Alves de Carvalho (85. José Henrique Souto Esteves), Luciano Bebê, Sebastião Gilberto (60. Edmar Lacerda da Silva) – Chris Dickson, Dijilly Vouho |
| Omonia Nikosia | Antonis Georgallides – David Ben Dayan, Rasheed Alabi, Christos Karipidis, Yuval Spungin – Andreas Avraam (57. Efstathios Aloneftis), Veroljub Salatić, Constantinos Makrides, Georgios Efrem, Francisco Aguirre (66. Leandro Marcolini Pedroso) – André Alves (85. Dimetris Christofi) Cheftrainer: Neophytos Larkou                         |
| Platzverweise  | Edwin Ouon (30.) – keine |